# Axel Gustaf Hertzberg

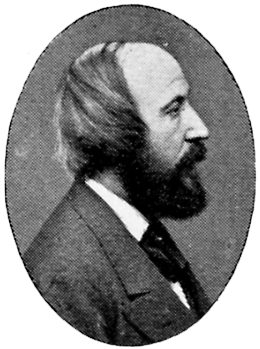
Axel Gustaf Hertzberg, Foto

Axel Gustaf Hertzberg (* 27. August 1832 in der Provinz Jämtland, Schweden; † 2. September 1878 in Düsseldorf) war ein schwedischer Porträt-, Historien- und Genremaler, Lithograf und Zeichner.

## Leben

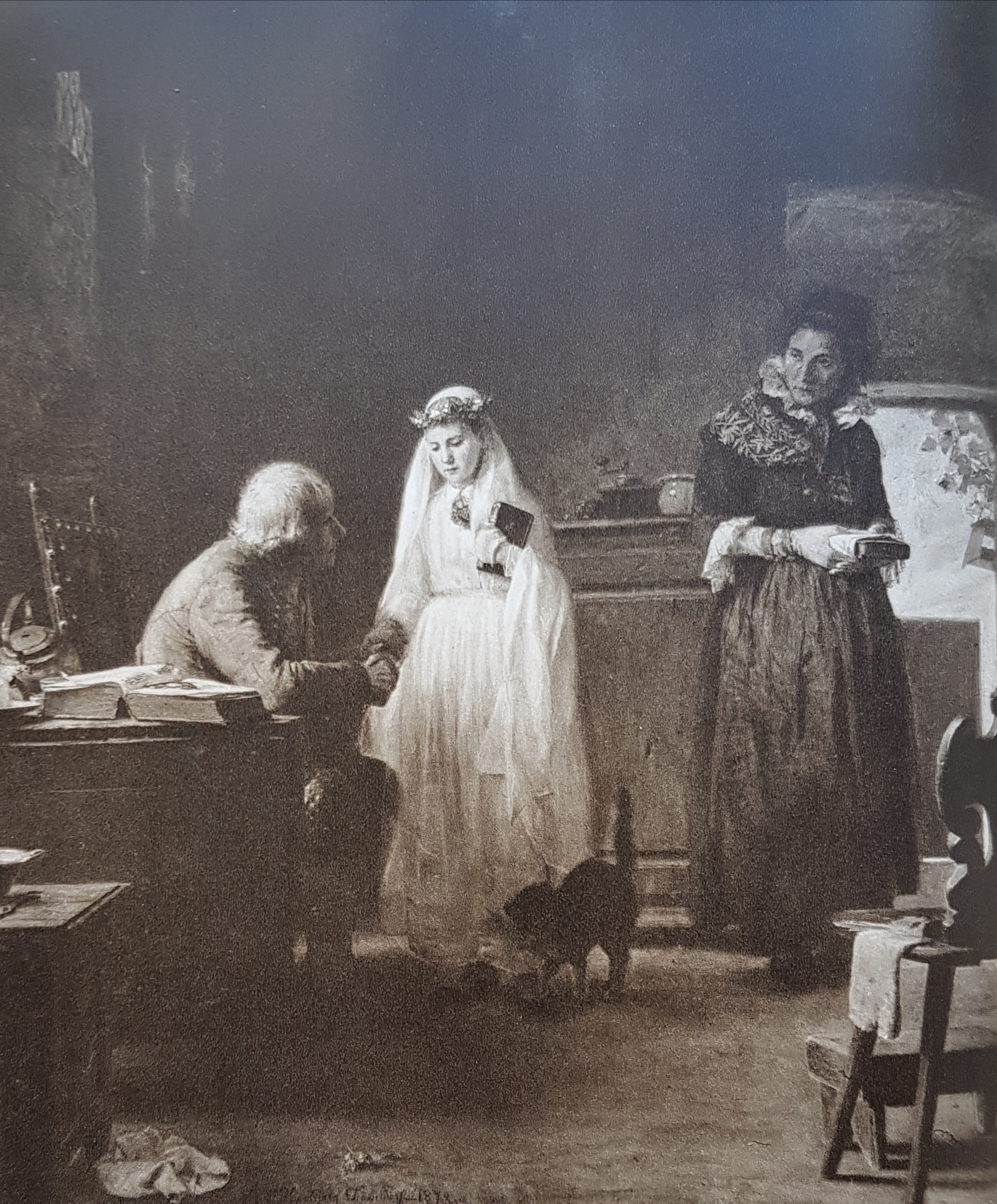
Konfirmanden

Hertzberg studierte zwischen 1849 und 1860 an der Kunstakademie Stockholm. Anschließend ging er für zwei Jahre nach Finnland. Ab 1863 lebte er für eine Zeit in Paris. 1867 wurde er Agré der Stockholmer Kunstakademie. Im gleichen Jahr ließ er sich in Düsseldorf nieder, wo er zuletzt im Stadtteil Pempelfort (Duisburger Straße 144) wohnte.
Anfangs trat Hertzberg vor allem durch Porträtzeichnungen und Lithografien in Erscheinung. Ab den 1850er Jahren wandte er sich der Ölmalerei zu. Auf Stockholmer Ausstellungen der Jahre 1857 und 1858 wurde er für Historienbilder, die biblische Motive darstellten, mit Medaillen ausgezeichnet. Später ging er zur Genremalerei im Stil der Düsseldorfer Schule über. Darin stellte er etwa Bauern aus dem Rheinland sowie Figuren in der Tracht des 17. Jahrhunderts dar. Ein Selbstporträt, das im Schwedischen Nationalmuseum erhalten ist, schuf Hertzberg im Jahr 1877. Er lebte mehr schlecht als recht von der Malerei und hatte sich sogar um eine Anstellung als Zeichenlehrer bemüht. Im Jahr 1873 erwarb das Nationalmuseum sein im Jahr zuvor fertiggestelltes Genrebild „Konfirmanden“, auch sein letztes großes Gemälde, an dem er lange gearbeitet und für dessen Fertigstellung er Teile seines Besitzes verkaufen musste, bot er dort an, es wurde jedoch nicht erworben. Er starb vier Monate danach im Marien-Hospital Düsseldorf.